# Kolostrum
Mlezivo ili gruševina, lat. kolostrum (koristi se i izraz prvo mleko), oblik је mleka koji stvaraju mlečne žlezde sisara u kasnoj trudnoći. Kod ženki većine vrsta kolostrum se stvara neposredno pre porođaja. Sadrži veću količinu belančevina nego obično mleko. Takođe, sadrži antitela koja štite novorođenče od bolesti.

## Čovečji kolostrum
Kolostrum ima blag laksativni učinak, pa pomaže novorođenčetu da ima česte stolice. Tako se iz tela izbacuje višak žutog pigmenta bilirubina, proizvoda razgradnje eritrocita s fetalnim hemoglobinom, te se time sprečava žutica. Kolostrum sadrži velik broj imunosnih ćelija (npr. limfocita) i antitela poput IgA, IgG i IgM, koji su među glavnim komponentama imunskog sistema. Tu su i druge komponente imunskog sistema, kao što su laktoferin, lizozim, laktoperoksidaza i razne belančevine. U kolostrumu su i citokini (hemijske materije koje omogućuju komunikaciju između ćelija), uključujući interleukine, faktori tumorske nekroze, hemokine i druge. 
Kolostrum je bogat belančevinama, vitaminom A, magnezijumom i natrijum hloridom, ali je od zrelog mleka siromašniji ugljeni hidratima, mastima, glukozom i kalijumom. Također sadrži vitamin E, mlečni šećer laktozu i pigment β-karoten koji mu daje žutu boju. Zbog velike količine belančevina jako je gust. Najvažnije bioaktivne komponente jesu faktori rasta i antimikrobni faktori. Antitela u kolostrumu su nositelji pasivne imunosti, dok faktori rasta podstiču rast creva. 
Izlučuje se u vrlo malim količinama, 2-20 mL (od pola do četiri čajne kašike) po podoju, prilagođeno detetovom kapacitetu probavnog sistema. Prosečna dnevna doza je oko 100 mL. Nakon nekoliko dana izgled i količina mleka se menjaju, te se izlučuje prelazno mleko. Prelazno je mleko svetlije boje, izlučuje se u većim količinama i sadrži više masti nego kolostrum. Pretvaranje prelaznog u zrelo mleko traje 7-14 dana. Zrelo je mleko belje boje i ima oko 88% vode. Sadrži mnogo korisnih materija, ali manje nego kolostrum. Energijska vrednost kolostruma iznosi 67 kcal/dL, dok je energijska vrednost zrelog mleka 72 kcal/dL.

## Kolostrum u ostalih životinja
Kolostrum je od presudne važnosti za novorođenčad životinja zato što one ne primaju antitela preko posteljice. Kolostrum varira u količini i kvalitetu. U mlečnoj industriji kvalitet kolostruma meri se količinom imunoglobulina G po litri. Novorođeno tele mora dnevno konzumirati 4 litre, s tim da svaki kolostrum mora sadržavati barem 50 IgG/L. Količina imunoglobulina G može se meriti različitim uređajima, kao što su kolostrometar, optički refraktometar i digitalni refraktometar. Kod uzgoja većine muznih krava, tele se odvaja od majke odmah nakon rođenja i hrani se kolostrumom iz bočice.